# Pavetta bequaertii
Pavetta bequaertii är en måreväxtart som beskrevs av De Wild.. Pavetta bequaertii ingår i släktet Pavetta och familjen måreväxter. Inga underarter finns listade i Catalogue of Life.